# Tetragnatha sutherlandi
Tetragnatha sutherlandi là một loài nhện trong họ Tetragnathidae.
Loài này thuộc chi Tetragnatha. Tetragnatha sutherlandi được miêu tả năm 1921 bởi Gravely.